# Nachal Karmila
Nachal Karmila (hebrejsky: נחל כרמילה) je vádí v Judských horách v Izraeli.
Začíná v nadmořské výšce přes 500 metrů jižně od vesnice Bejt Me'ir. Směřuje pak k jihozápadu prudce se zahlubujícím údolím se zalesněnými svahy, přičemž ze severu a západu míjí horu Har Karmila. Východně od vesnice Ešta'ol pak zleva ústí do vádí Nachal Ksalon. Vádí je turisticky využívané.